# Josef Gregorig
Josef Gregorig (27. dubna 1846 Bisamberg – 2. července 1909 Maria Enzersdorf) byl rakouský podnikatel a politik, na konci 19. století poslanec Říšské rady.

## Biografie
Vychodil nižší reálnou školu a obchodní akademii. Podnikal se výrobě textilu ve Vídni. Angažoval se veřejně a politicky. Byl stoupencem Karla Luegera a Ernesta Schneidera a byl členem Křesťansko sociální strany. Prosazoval antisemitské názory. V roce 1889 usedl do Vídeňské obecní rady. Brzy poté se rovněž stal poslancem Dolnorakouského zemského sněmu.
V 90. letech 19. století se zapojil i do celostátní politiky. Ve volbách do Říšské rady roku 1897 získal mandát za městskou kurii, obvod Vídeň, VII. okres. Profesně byl k roku 1897 uváděn jako výrobce textilu (Pfaidler), zemský poslanec a vídeňský obecní radní.
Později se rozešel s křesťanskými sociály a založil vlastní Bund der Antisemiten, kterému předsedal do roku 1904, kdy odešel i z tohoto spolku.